# Euproctis novaguinensis
Euproctis novaguinensis är en fjärilsart som beskrevs av Bethune-Baker 1908. Euproctis novaguinensis ingår i släktet Euproctis och familjen tofsspinnare. Inga underarter finns listade i Catalogue of Life.